# شب‌نورد عبدالسلام
شب‌نورد عبدالسلام (نام علمی: Nyctereutes abdeslami) نام یک گونه از سرده شب‌نوردها است.